# نجواگر اسب (فیلم)
نجواگر اسب (به انگلیسی: The Horse Whisperer) فیلمی است محصول سال ۱۹۹۸ و به کارگردانی رابرت ردفورد است. در این فیلم بازیگرانی همچون رابرت ردفورد، کریستین اسکات توماس، سام نیل، دایان ویست، اسکارلت جوهانسون، کریس کوپر، چری جونز، کیت باسورث، جسلین گیلسیگ، جانت نولان و آلیسون مورر ایفای نقش کرده‌اند.